# Intza
Intza és una localitat i un consell del municipi d'Araitz, dins la Comunitat Foral De Navarra. Situat en la Merindad de Pamplona, a la comarca de Leitzaldea i a 25 km de la capital de la comunitat, Pamplona. La seva població el 2011 va ser de 68 habitants (INE). El consell té una superfície de 8,97 km²; i una densitat de població de 8,03 hab/km²;.

## Geografia física

### Situació
La localitat s'assenta en l'extrem sud-est de la vall d'Araitz situada al seu torn a la part nord-est de la Comunitat de Navarra, al costat del bassal que porta el seu nom que és un afluent del riu araxes, al peu de la muntanya Irumugarrieta (1.427 m) i a una altitud de 321 m. El seu terme municipal té una superfície de 8,97 km²;.

## Demografia
| 2000 | 2001 | 2002 | 2003 | 2004 | 2005 | 2006 | 2007 | 2008 | 2011 |
| ---- | ---- | ---- | ---- | ---- | ---- | ---- | ---- | ---- | ---- |
| 75   | 75   | 71   | 74   | 72   | 72   | 76   | 78   | 76   | 78   |

## Monuments

### Monuments religiosos
- Església de l'apòstol: Construïda el 1725, del seu interior destaca el retaule major renaixentista, en el qual combinen harmònicament escultures i pintures de temàtica variada.[3]
- Ermita de Santa Creu

## Cultura

### Festes
- Festes patronals: Són en honor de la Nativitat i se celebren el 8 de setembre.[3]